# Rechteckdolmen

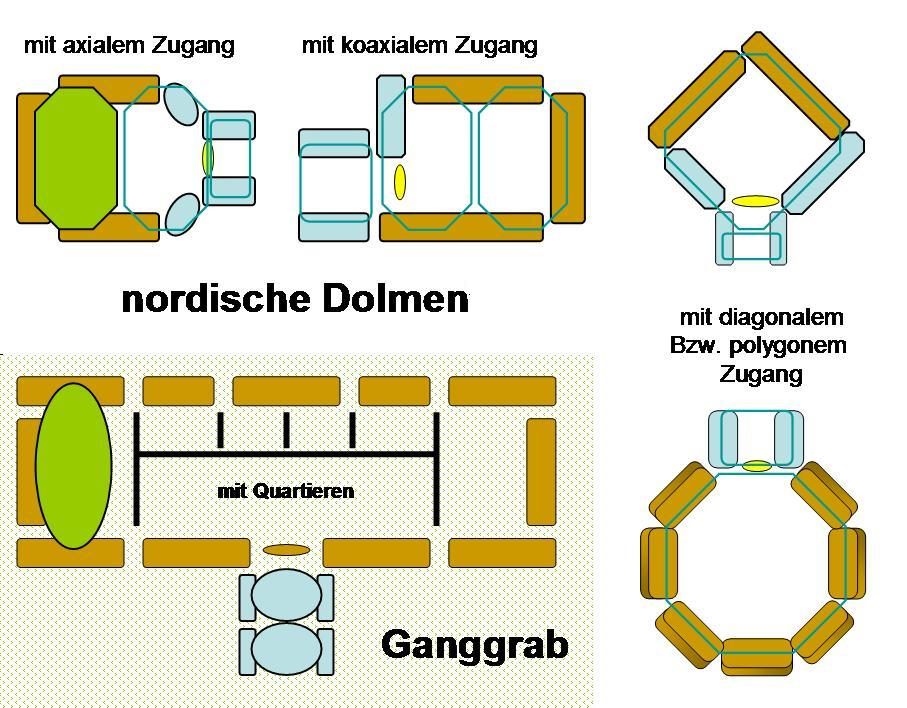
Rechteckdolmen (oben), Ganggrab mit Quartieren und ein Polygonaldolmen (unten)

Der Begriff Rechteckdolmen (nach Ekkehard Aner) tritt besonders in Schleswig-Holstein auf, wo der exakte Grundriss auch primär vorkommt. Genauer gewählt ist die Bezeichnung „erweiterter Dolmen“ (nach Ewald Schuldt und Ernst Sprockhoff), da es bei dieser Dolmenvariante auch trapezoide Grundrisse gibt (z. B. Gnewitz). Die Dolmen entstanden zwischen 3500 und 2800 v. Chr. als Megalithanlagen der Trichterbecherkultur (TBK). Neolithische Monumente sind Ausdruck der Kultur und Ideologie neolithischer Gesellschaften. Ihre Entstehung und Funktion gelten als Kennzeichen der sozialen Entwicklung.

## Decksteine und Gang
Während der Urdolmen regelhaft nur einen Deckstein hat (aber zwei haben kann) hat der Rechteckdolmen, der sich vom Urdolmen (liegend) primär durch die Aufstellung seiner Tragsteine (stehend) unterscheidet, zumeist zwei Decksteine hat (aber auch einen haben kann). Ab dem dritten Deckstein spricht man in Deutschland von Großdolmen, in Dänemark und Skandinavien ggf. von Stordysse bzw. -döse. Eine weitere Untergliederung dieses Dolmentyps bezieht sich (nur in Deutschland gebräuchlich) auf den bei diesem Typ stets vorhandenen Zugang, der z. B. mit einem trägerhohen Halbstein (meist bei eingetieften Anlagen) oder mit einwinkelnden Trägern (meist bei nicht eingetieften) versehen sein kann.
Das bei 33 Anlagen ermittelte Verhältnis von Kammerbreite zu Kammerlänge (Innen) liegt zwischen 1:1,05 (Waabs-Ost) und 1:3,17 (Nebel-West). Im Mittel etwa bei 1:1,83 (Windeby).

## Hügelform
In Langhügeln (Hünenbetten) liegen die Rechteckdolmen zumeist quer zur Längsachse des Hünenbettes. Der Anteil von Rechteckdolmen in runden oder ovalen Hügeln steigt in Schleswig-Holstein gegenüber dem bei Urdolmen von 20 % auf mindestens 27 %. Die Mehrzahl der ausgegangenen Hügel kommt noch hinzu, da abgetragene Rundhügel erfahrungsgemäß geringere Spuren hinterlassen als Hünenbetten. In Mecklenburg-Vorpommern lagen nur zwei der 20 von Ewald Schuldt untersuchten „erweiterten Dolmen“ im Rundhügel.

## Zugänge
Die Dolmentypen der nordischen Megalitharchitektur sind von einer Schmalseite zugänglich. Gelegentlich ist ein kurzer Gang, aus oft nur 1 bis 2 Steinpaaren und von 1,0 bis 1,5 m Länge vor die Kammer gesetzt. Selbst bei ungestörten Anlagen ist er oft so kurz, dass er die Einfassungssteine des Hünenbettes bzw. des Rundhügels nicht erreicht und lediglich den Vorraum zur Kammer bildet. Die Einfassung des Hünenbettes ist dort, wo man eine Lücke erwarten würde geschlossen, so dass der betreffende Stein in der Einfassung beseitigt werden müsste, um in den Dolmen zu gelangen. In Dänemark und Schweden können die Gänge, besonders in den dort häufigeren Rundhügeln, wesentlich länger sein.

## Verbreitung
Der meist über zwei Meter lange, mitunter sogar über drei Meter Länge und Breiten von 0,9 m bis 1,5 m erreichende Rechteckdolmen, setzt die bereits beim Urdolmen beginnende Tendenz zur Vergrößerung des Innenraumes fort. Mit etwa 145 Kammern steht er bei den Dolmen in Schleswig-Holstein an der Spitze aller Typen. Er kommt im gesamten Küstenbereich und auf den ostfriesischen Inseln vor und erreicht, über das Verbreitungsgebiet südlich des Plöner Sees, die Elbe, wo er auch südlich des Flusses in Niedersachsen vertreten ist. In Mecklenburg-Vorpommern sind 54 erweiterte Dolmen erhalten. Ihr einstiger Bestand wird mit 98 veranschlagt.
Rechteckdolmen kommen auch als mehrfacher Einbau in Hünenbetten vor. Während es in Dänemark bis zu fünf Dolmen sind (Langdolmen Stenbjerggård), sind in Deutschland die Anlagen von Waabs im Kreis Rendsburg-Eckernförde mit drei Rechteckdolmen und in Kampen auf Sylt mit drei Polygonaldolmen im gemeinsamen Hünenbett bekannt (beide in Schleswig-Holstein). Eine größere Anzahl von Hünenbetten, aber auch einige wenige Rundhügel, haben/hatten (Nobbin) zwei erweiterte Dolmen.